# 阿末扎希影子内阁
阿末扎希影子内阁是一个于2018年9月26日成立的影子内阁，以对由马哈迪·莫哈末领导的希盟政府起到制衡的作用。第七次马哈迪内阁于2018年5月10日组成，并包括四个希望联盟成员党和两个沙巴本土政党提供信任供给，以构成一个稳定的政府。

## 历史
由前巫统主席和首相纳吉·阿都拉萨所领导的國民陣線因包括一个马来西亚发展有限公司丑闻（1MDB）在内的各种争议课题于2018年5月9日第14届全国大选被击败，成为国会的反对党，实现了马来西亚历史中首次政权轮替。林茂国会议员凯里·嘉马鲁丁曾于巫统主席选举时表示自己将设立影子内阁，以证明国阵在国会中是一个强大的反对党。然而大多数巫统区部在主席选举中投给了前副首相阿末扎希，而阿末扎希也在之后取代時任副首相旺阿兹莎成为国会反对党领袖。
凯里在败选之后要求阿末扎希设立影子内阁。凯里也称国阵寻求设立的影子内阁对希望联盟来说将是“强大可畏的”（formidable），每名议员将会有各自负责的部长职务，该党总秘书兼格底里国会议员安努亚慕沙也在7月26日宣称将在一周内公布影子内阁名单。然而这项建议于8月4日被扎希驳回。
在过去的国会任期，马来西亚不曾设立完整的影子内阁。前人民联盟领袖安華曾于第12届国会设立前座委员会，而第13届国会时民主行动党也曾给每个内阁部门安排相应的该党发言人，然而这两者都不是完整的影子内阁。

## 详情
國民陣線作为马来西亚国会最大的反对联盟，于2018年9月26日设立了影子内阁。目前的影子内阁是马来西亚历史上的第一个影子内阁，由國民陣線的成员党，即巫统、国大党和马华公会组成。此影子内阁由现任国会反对党领袖阿末扎希领导，并采用各个部门设立委员会的制度。每个委员会由两位国阵国会议员组成，基本上对应了希盟内阁中成立的部门。之后，每个委员会的国会议员将会遴选与该会有关的三名专业人士加入该会，其中也将包括妇女与青年代表。
目前，该影子内阁有一名来自沙巴人民团结党的国会议员，然而巫统总秘书安努亚慕沙也鼓励砂拉越政党联盟、马来西亚伊斯兰党和沙巴团结阵线的国会议员参与委员会。
此影子内阁和當時实际的内阁相比，并没有设立国民团结和社会福利相关的委员会。

## 內閣
该影子内阁在加入政府后己經解散。內閣里一共有34名反对党国会议员：
  巫统（31）
  马华公会（1）
  国大党（2）

### 首相署、法律、人力资源及国安
| 部长职务           | 议员                    | 政党 | 政党 | 选区     |
| ------------------ | ----------------------- | ---- | ---- | -------- |
| 首相署             | 阿末扎希 （反对党领袖） |      | 巫统 | 峇眼拿督 |
| 首相署             | 依斯迈沙比里            |      | 巫统 | 百乐     |
| 首相署             | 东姑拉沙里              |      | 巫统 | 话望生   |
| 内政部             | 沙希淡卡欣              |      | 巫统 | 亚娄     |
| 内政部             | 阿汉峇峇                |      | 巫统 | 东南镇   |
| 国防部             | 希山慕丁·胡先           |      | 巫统 | 森布隆   |
| 人力资源部         | 依斯迈慕达立            |      | 巫统 | 马兰     |
| 外交部             | 利查马力肯              |      | 巫统 | 甲拋峇底 |
| 首相署（法律事务） | 阿莎丽娜                |      | 巫统 | 边佳兰   |

### 财政、经济领域
| 部长职务               | 议员              | 政党 | 政党 | 选区     |
| ---------------------- | ----------------- | ---- | ---- | -------- |
| 财政部                 | 凯里·嘉马鲁丁     |      | 巫统 | 林茂     |
| 经济事务               | 哈山阿里芬        |      | 巫统 | 云冰     |
| 企业发展               | 阿都阿兹·阿都拉欣 |      | 巫统 | 华玲     |
| 企业发展               | 阿末纳兹兰        |      | 巫统 | 而连突   |
| 国内贸易及消费人事务部 | 空缺              | 空缺 | 空缺 | 空缺     |
| 原产业部               | 玛丝杜拉          |      | 巫统 | 江沙     |
| 国际贸易与工业部       | 阿末马斯兰        |      | 巫统 | 笨珍     |
| 国际贸易与工业部       | 依斯迈莫哈末沙益  |      | 巫统 | 瓜拉吉挠 |

### 教育、社会及文化
| 部长职务               | 议员             | 政党 | 政党 | 选区     |
| ---------------------- | ---------------- | ---- | ---- | -------- |
| 乡村发展部             | 安努亚慕沙       |      | 巫统 | 格底里   |
| 乡村发展部             | 阿末嘉兹兰       |      | 巫统 | 马樟     |
| 教育部                 | 马哈基尔卡立     |      | 巫统 | 巴东得腊 |
| 教育部                 | 依得利斯祖索     |      | 巫统 | 勿述     |
| 妇女、家庭及社会发展部 | 诺莱妮           |      | 巫统 | 巴力士隆 |
| 房屋与地方政府部       | 诺奥马           |      | 巫统 | 丹絨加弄 |
| 房屋与地方政府部       | 哈丽玛莫哈末萨蒂 |      | 巫统 | 哥打丁宜 |
| 青年及体育部           | 莫哈末沙哈       |      | 巫统 | 巴耶勿剎 |
| 旅游、艺术及文化部     | 纳兹里           |      | 巫统 | 硝山     |
| 旅游、艺术及文化部     | 渣拉鲁丁阿里亚斯 |      | 巫统 | 日叻务   |
| 首相署（宗教）         | 空缺             | 空缺 | 空缺 | 空缺     |

### 基设、科技及卫生
| 部长职务                           | 议员            | 政党 | 政党     | 选区       |
| ---------------------------------- | --------------- | ---- | -------- | ---------- |
| 交通部                             | 魏家祥          |      | 马华公会 | 亚依淡     |
| 交通部                             | 莫哈末沙林      |      | 巫统     | 仁保       |
| 通讯及多媒体部                     | 三苏安努亚      |      | 巫统     | 玲珑       |
| 通讯及多媒体部                     | 扎希迪          |      | 巫统     | 巴东勿刹   |
| 农业与农基工业部                   | 达祖丁·阿都拉曼 |      | 巫统     | 巴西沙叻   |
| 卫生部                             | 空缺            | 空缺 | 空缺     | 空缺       |
| 水源、土地及天然资源部             | 邦莫达          |      | 巫统     | 京那峇当岸 |
| 水源、土地及天然资源部             | 莫哈末尼扎      |      | 巫统     | 巴力       |
| 工程部                             | 沙拉瓦南        |      | 国大党   | 打巴       |
| 工程部                             | 阿都拉曼莫哈末  |      | 巫统     | 立卑       |
| 能源、工艺、科学、气候变化和环境部 | 阿末韩查        |      | 巫统     | 野新       |
| 能源、工艺、科学、气候变化和环境部 | 哈斯布拉奥斯曼  |      | 巫统     | 宜力       |
| 直辖区                             | 东姑安南        |      | 巫统     | 布城       |

## 变化
2018年10月11日，纳闽国会议员罗兹曼退出巫统，并跳槽加入沙巴民族复兴党，意味着退出此影子内阁
2018年12月12日，所有沙巴巫统国会议员除了京那峇当岸国会议员退党。沙巴人民团结党议员也退出国阵，意味着退出影子内阁。
2018年12月14日，拉律、乌鲁登嘉楼、打昔汝莪、丰盛港、丹那美拉和沙白安南区国会议员退党，意味着退出影子内阁。